# قابلية إعادة الإنتاج

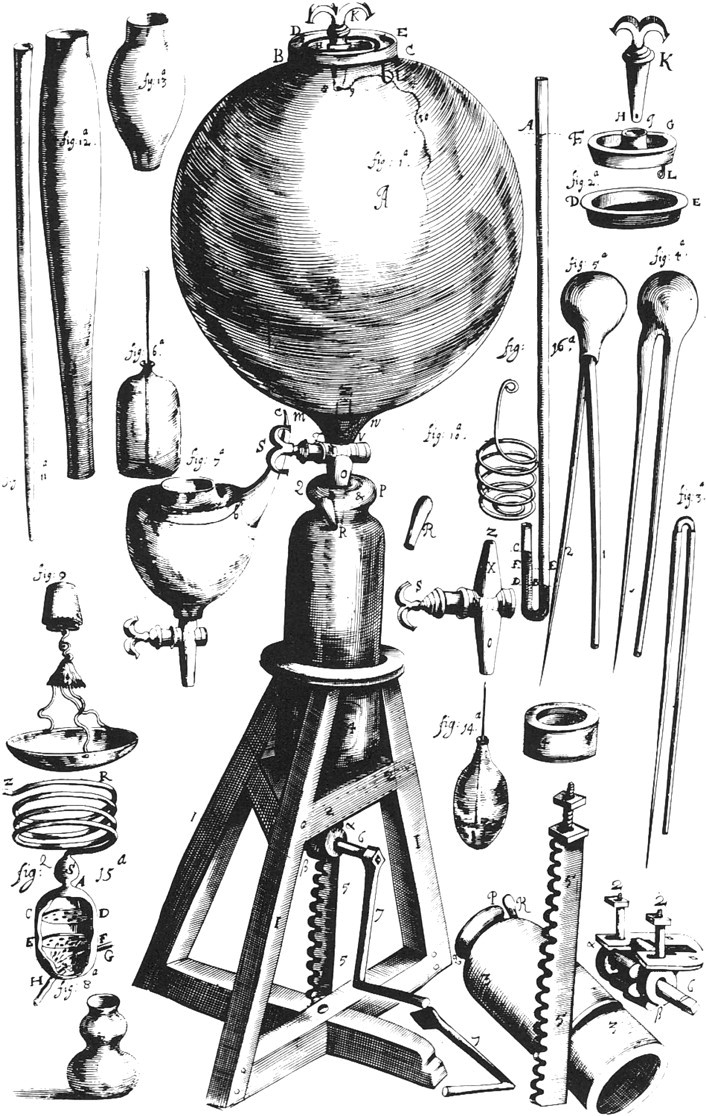

قابلية إعادة الإنتاج  أو التناتجية هو أحد المبادئ الرئيسية للمنهج العلمي، ويشير إلى قدرة اختبار ما أو تجربة ما أن تكرر من قبل شخص أو هيئة أخرى مستقلة عن الجهة التي قامت بالتجربة الأصلية مع الحصول على نتائج متوافقة لنتائج الاختبار أو التجربة الأصلية.
تختلف التناتجية عن التكرارية والتي تعبر عن نسبة نجاح التجربة عند تكرارها أكثر من مرة.